# 斯塔尔 (南卡罗来纳州)
斯塔尔（英文：Starr），是美国南卡罗来纳州下属的一座城市。城市类型是“Town”。其面积大约为1.48平方英里（3.83平方公里）。根据2010年美国人口普查，该市有人口173人，人口密度约为每平方 英里117.05人（约合每平方公里45.19人）。